# Adrenocromo
L'adrenocromo è un composto chimico organico, la cui formula è C9H9NO3, derivato dall'ossidazione dell'adrenalina. Nonostante il nome, la sostanza non è correlata al cromo; piuttosto il suffisso -cromo indica una relazione con il colore, poiché l'adrenocromo puro è viola intenso.
L'uomo produce fisiologicamente piccole dosi di adrenocromo come prodotto secondario del catabolismo dell'ormone surrenalico adrenalina.

## Indicazioni
In medicina l'adrenocromo viene somministrato per via endovenosa per curare soggetti epilettici.
Sotto forma di adrenocromo monosemicarbazone (carbazocromo) è utilizzato come emostatico nelle emorragie capillari.

## Teorie del complotto
L'adrenocromo è un composto presente in molte teorie del complotto, tra le quali QAnon e il Pizzagate.
L'adrenocromo, così come concepito all'interno delle teorie del complotto, è un composto con effetti allucinogeni e che non può essere ottenuto in vitro. Queste credenze sono entrambe scientificamente false, e trovano origine in alcune importanti opere letterarie. La prima occorrenza è fatta risalire al libro di Aldous Huxley, Le porte della percezione (1954) in cui, oltre a parlare degli effetti della mescalina, viene citato il possibile effetto allucinogeno dell'adrenocromo.
Successivamente l'adrenocromo viene citato anche da Anthony Burgess nel suo Arancia Meccanica (1962). Al Korova Milk Bar i protagonisti possono ordinare latte mescolato con vari stupefacenti. Tra questi c'è l'adrenocromo. 
Infine, nel libro Paura e disgusto a Las Vegas  (e nel film ad esso ispirato: Paura e delirio a Las Vegas), Hunter S. Thompson parla dell'adrenocromo e lo descrive come uno psichedelico dagli effetti simili a quelli dell'LSD; nel film, il dottor Gonzo dice che "la mescalina al confronto è un gingerino". A differenza però dei casi precedentemente citati, Thompson è il primo a introdurre l'impossibilità di ottenere questo composto in vitro. 
Quindi, se le proprietà psichedeliche dell'adrenocromo possono essere fatte risalire agli anni Cinquanta (con Huxley), l'impossibilità di ottenerlo artificialmente viene suggerita venti anni dopo, con l'uscita del libro di Thompson, nel 1971. Da qui la leggenda che alimenta teorie del complotto come quella di QAnon.
In realtà, l’adrenocromo viene normalmente prodotto in laboratorio ed è usato in medicina per scopi del tutto estranei a quelli sui quali si basano le varie teorie del complotto; viene prodotto, ad esempio, al fine di ottenerne un derivato, il carbazocromo, che viene usato come farmaco per la cura dell’epilessia e come antiemorragico.